# Xestojoppa olivacea
Xestojoppa olivacea là một loài tò vò trong họ Ichneumonidae.